# الگرانگ
الگرانگ (به فرانسوی: Algrange) یک کمون در فرانسه است که در Canton of Algrange واقع شده‌است.

## خصوصیات
الگرانگ ۶٫۹۶ کیلومترمربع مساحت و ۶٬۳۶۴ نفر جمعیت دارد و ۳۰۰ متر بالاتر از سطح دریا واقع شده‌است.